# Paulo Vilhena
Paulo Eduardo Oliveira de Vilhena Moraes (ur. 3 stycznia 1979 w Santos) – brazylijski aktor, model i prezenter telewizyjny.

## Życiorys

### Wczesne lata
Urodził się na wybrzeżu São Paulo w Santos. Porzucił szkołę reklamy, aby rozpocząć karierę artystyczną. Jako pasjonat surfingu, często przebywał na plażach Rio De Janeiro. 

### Kariera
Jego pierwszą rolą była postać Gustavo Beltrão w serialu dla nastolatków Rede Globo Sandy & Junior (1998–2001). W 2002 został zaproszony do udziału w telenoweli Coração de Estudante jako Fábio u boku Fábio Assunção. Po roli surfera Paulo Césara Assunção w serialu Celebridade (2003), trafił do innych telenowel, takich jak A Lua Me Disse (2005), Paraíso Tropical (2007), Três Irmãs (2008) i Morde e Assopra (2011).
Grał na scenie w kilku przedstawieniach: Tutti-Frutti: O Musical (2000) jako Betão, Segredos do Pênis (2002) w roli Rafaela, Essa Nossa Juventude (2005) jako Warren, O Arquiteto e o Imperador da Assíria (2008) w roli Arquiteto, Hedwig e o Centímetro Enfurecido (2010) jako Hansel / transseksualista Hedwig Robinson i Tô Grávida (2015) w roli Thalesa.
W 2007 współpracował ze swoim przyjacielem Chorão, członkiem Charlie Brown Jr, przy filmie O Magnata. Trzy lata później Paulhinho dołączył do obsady filmu As Melhores Coisas do Mundo (2010). Był również prezenterem telewizyjnym programu Tribos (2004) na Multishow. Pięć lat później prowadził reality show Jogo Duro (2009).
W serialu A Teia (2013) wystąpił w roli bandyty Baroni, był to pierwszy czarny charakter w jego karierze. W 2014 dołączył do obsady telenoweli Império jako schizofreniczny Domingos Salvador.

## Życie prywatne
Był żonaty z aktorką Thailą Ayalą. Ich związek rozpadł się w styczniu 2014.

## Wybrana filmografia

### Seriale
- 1998-2001: Sandy i Junior (Sandy & Junior) jako Gustavo
- 2002: Serce studenta (Coração de Estudante) jako Fábio
- 2003: Sława (Celebridade) jako Paulo César Assunção
- 2003: To, że są one obecne (Agora É que São Elas) jako Vitório Augusto
- 2005: Księżyc powiedział mi (A Lua me Disse) jako Adonias Goldoni
- 2006: Minha Nada Mole Vida jako Líber Mantovani
- 2007: Paraíso Tropical jako Fred (Frederico Navarro)
- 2008: Casos e Acasos jako Wilson
- 2008: Trzy siostry (Três Irmãs) jako Eros Pascoli
- 2009: Trening (Malhação) jako Arthur Montenegro
- 2010: Życie na podsłuchu (A Vida Alheia) jako Lírio
- 2011: Ukąszenie i udar (Morde & Assopra) jako Cristiano
- 2014: Imperium (Império) jako Domingos Salvador
- 2014: Web (A Teia) jako Marco Aurélio Baroni

### Filmy
- 2004: Najlepsze rzeczy na świecie (Xuxa e o Tesouro da Cidade Perdida) jako Lisandro
- 2007: Potentat (O Magnata) jako André (Chorão)
- 2008: Sala balowa (Chega de Saudade) jako Marquinhos
- 2009: Jak trwała miłość? (Quanto Dura o Amor?) jako Nuno
- 2010: As Melhores Coisas do Mundo jako Marcelo